# Seppiana
Seppiana est une commune italienne de la province du Verbano-Cusio-Ossola dans la région Piémont en Italie. En 2016, Seppiana a fusionné avec Viganella, devenues Borgomezzavalle. 

## Administration
| Période                                  | Période | Identité | Étiquette | Qualité |
| ---------------------------------------- | ------- | -------- | --------- | ------- |
|                                          |         |          |           |         |
| Les données manquantes sont à compléter. |         |          |           |         |

### Communes limitrophes
Calasca-Castiglione, Montescheno, Pallanzeno, Viganella, Villadossola